# Vimercate
De stad Vimercate ligt in de Noord-Italiaanse regio Lombardije. Tot 2009 behoort de stad toe aan de provincie Milaan, daarna maakte ze deel uit van de nieuwe provincie Monza. De stad is oorspronkelijk gesticht door de Romeinen op de oever van de rivier de Molgora in het uiterste zuiden van de heuvelachtige streek Brianza. De stad telt enkele bezienswaardige bouwwerken zoals de aan St. Stefanus opgedragen basiliek en de 17de-eeuwse sierlijke kerk Beata Vergine. Over de rivier de Molgora is de Ponte di San Rocco gebouwd. De oudste vermelding ervan dateert uit 1153.
Opvallend zijn de wolkenkrabbers Torri Bianche aan de rand van de stad. Hierin zijn een enorme bioscoop, winkels en kantoren gevestigd. De bouwwerken zijn in 1998 ontworpen door de Zwitserse architect Mario Botta.

## Geboren
- Maurizio Biondo (1981), wielrenner
- Michela Cambiaghi (1996), voetbalster
- Lorenzo Colombo (2002), voetballer

## Afbeeldingen

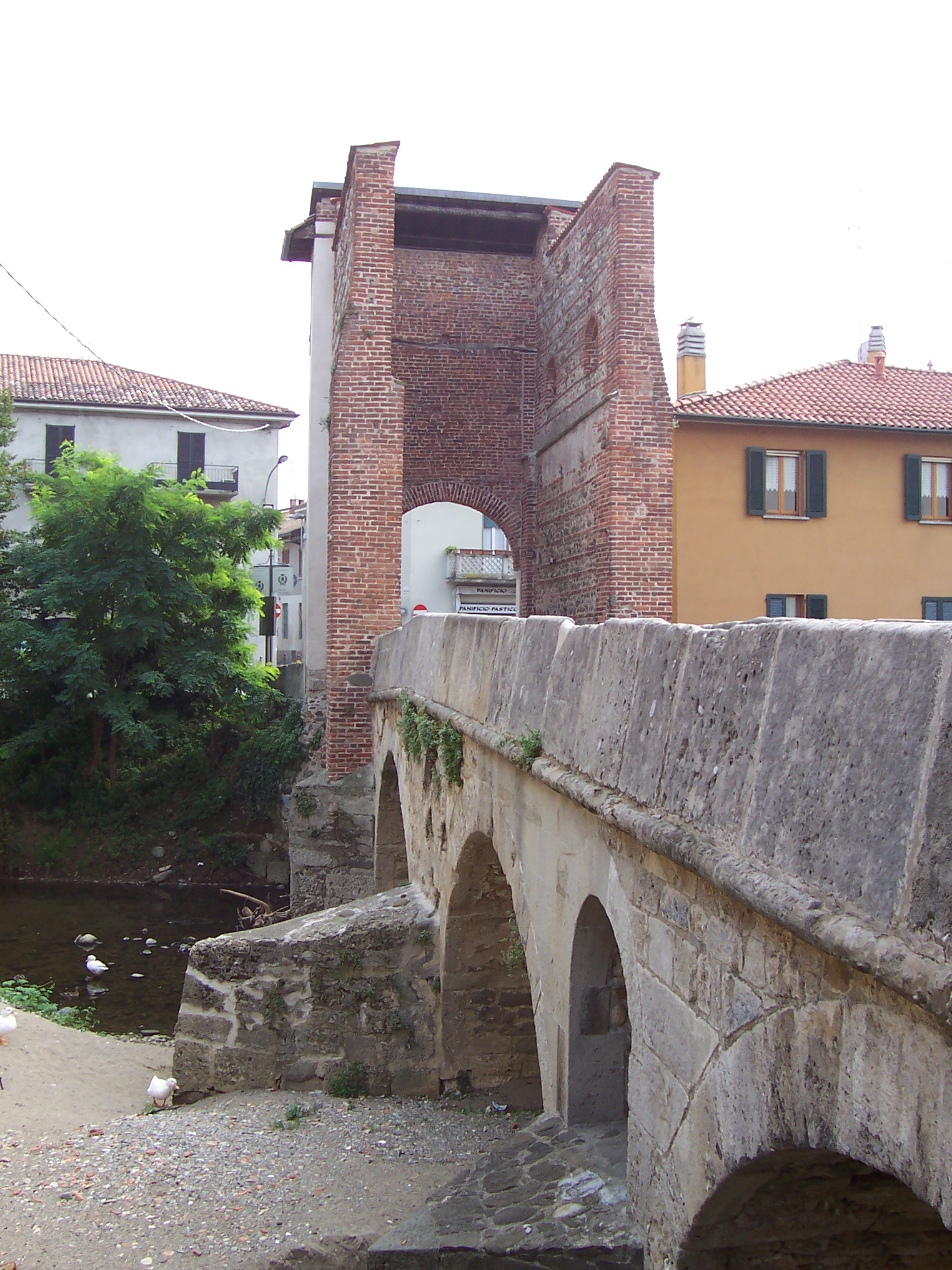
Ponte San Rocco
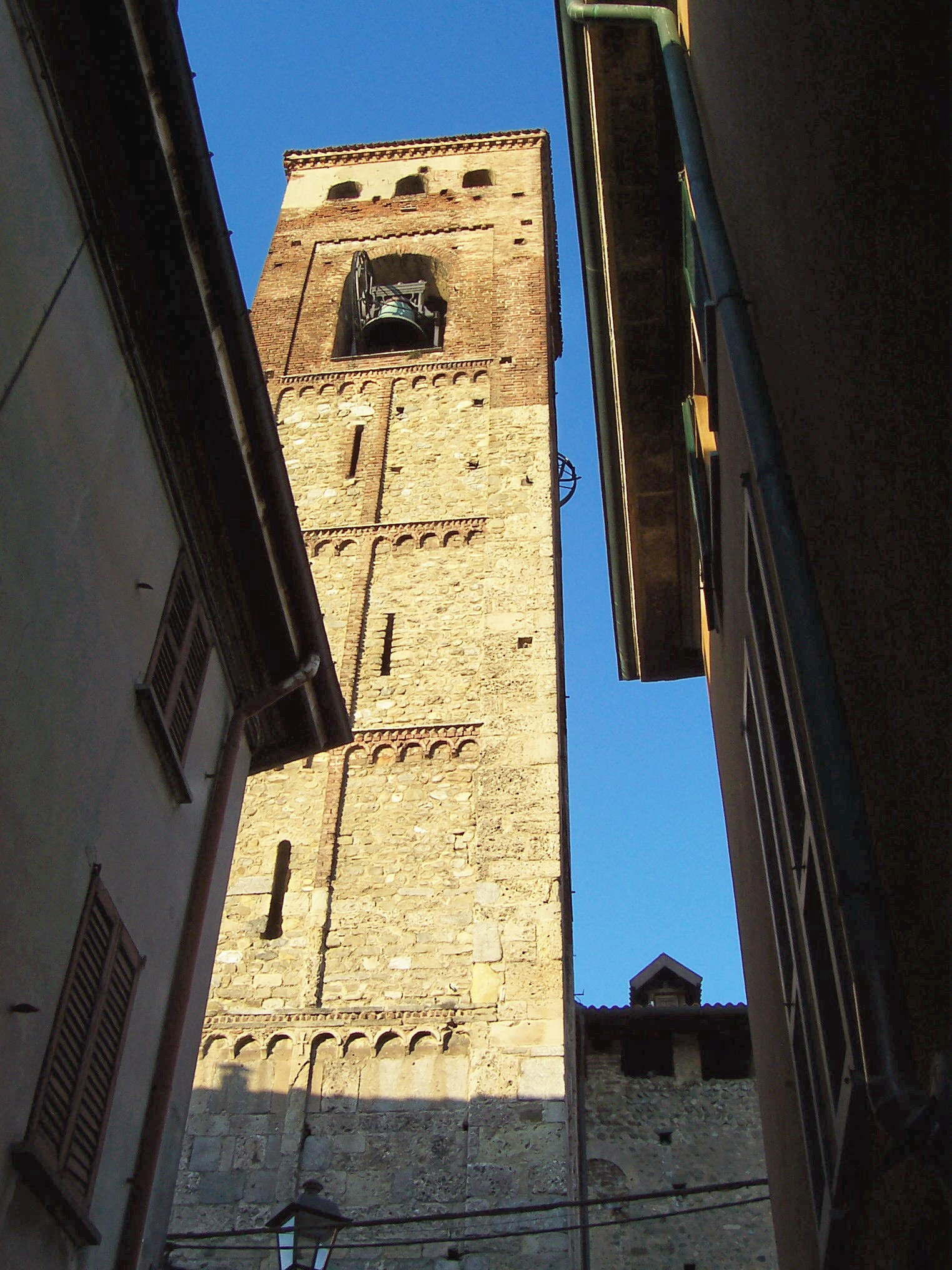
Santo Stefano
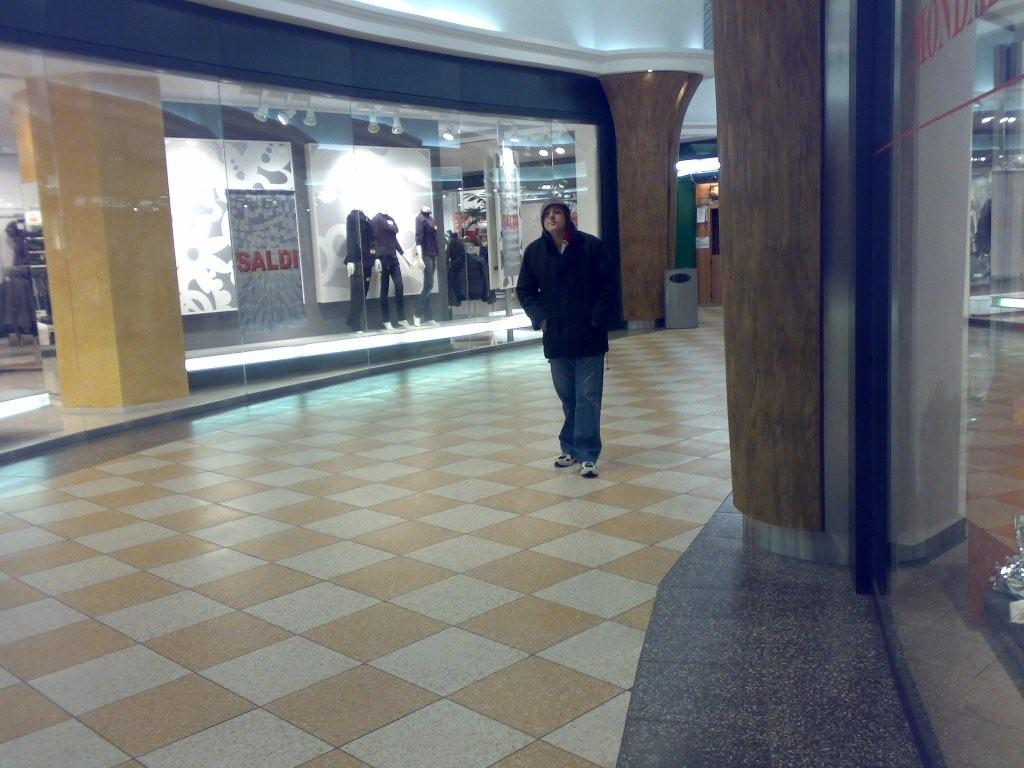
Centrum Torri Bianche